# TRIO
La proteína de triple dominio funcional (TRIO) es una enzima codificada en humanos por el gen HGNC TRIO . Pertenece a las serina/treonina proteína cinasas no específicas, cuya actividad enzimática se encuentra definida por el número EC 2.7.11.1.

## Interacciones
La proteína TRIO ha demostrado ser capaz de interaccionar con:
- Filamina A[3]
- RHOA[4]